# جاي بي. بيرنستاين
جاي بي. بيرنستاين (بالإنجليزية: J.B. Bernstein)‏ هو شخصية أعمال أمريكي، ولد في 5 فبراير 1968 في نيويورك في الولايات المتحدة.